# 福岡市立壱岐南小学校
福岡市立壱岐南小学校（いきみなみしょうがっこう）は、福岡県福岡市西区戸切２丁目にある公立小学校。

## 校勢
2019年5月1日現在
- 学級数 - 単式学級20学級、特別支援学級2学級
- 児童数 - 607人（うち特別支援学級13人）

## 沿革
1975年に壱岐小学校から分離する形で開校。中庭に市内の小学校では最大級のビオトープが九州工業大学環境デザイン研究室の監修により設けられており、自然共生型の体験学習を取り入れている。

### 年表
- 1975年（昭和50年） - 市内101番目の小学校として開校
- 2003年（平成15年） - 中庭にビオトープ竣工

## 学校教育目標
- 生活する楽しさや喜び、生きるたくましさをもった子どもの育成

困っているおばあちゃんを助けれる子（徳） 知識量半端ない子（知） フルマラソン走り切れる子（体）

## 通学区域
- 福岡市西区のうち、以下の区域 [6]
  - 大字野方	1096(3)、1098(130)、1097(2)
  - 大字羽根戸	725(1)～752(10)
  - 壱岐団地	100番～終
  - 野方	2丁目～4丁目、5丁目4番～7番、9番～64番
  - 橋本	1丁目、2丁目（ただし、1丁目14番（壱岐東小校地）を除く･･･壱岐東小）
  - 大字橋本	全域
  - 戸切	1丁目、2丁目、3丁目1番～33番、35番、38番

通学区域は福岡市西区の南東部。東端は区の境界である室見川に接し、飯盛山ふもとの丘陵地にかけての東西に長く広がる校区である。校舎近くは遺跡があるような古代からの集落であり、農業従事者が多かったが、丘陵地は昭和中期以降の土地開発によって、戸建ての住宅が多い。2005年に福岡市地下鉄七隈線が開業し、終点の橋本駅が校区内にできたことにより、駅近くの区画整理事業が進み、駅前には大型商業施設も開業し、福岡市のベッドタウンとして人口増加が著しい区域である。

### 進学先中学校
- 福岡市立壱岐丘中学校

### 校区が隣接する小学校
- 福岡市立福重小学校
- 福岡市立有住小学校
- 福岡市立有田小学校
- 福岡市立壱岐小学校
- 福岡市立壱岐東小学校
- 福岡市立金武小学校

### 校区内の主な施設
- 野方遺跡（野方遺跡展示館） 野方中央公園
- 壱岐丘中学校
- 野方保育園
- 壱岐保育園
- 壱岐幼稚園
- ゆめの森こども園
- 壱岐郵便局
- 木の葉モール橋本
- 福岡市地下鉄橋本駅
- 福岡市地下鉄橋本車両基地
- 村上華林堂病院

## 校歌
作詞は浜本ミチ、作曲は長井盛之。

## 交通
- 福岡市地下鉄七隈線橋本駅　徒歩10分
- 西鉄バス壱岐南小学校前バス停